# Pseudobodo
Pseudobodonaceae, Pseudobodonidae
Famille
Genre
Pseudobodo est un genre de flagellés de l'embranchement des Bigyra.
Selon l'AlgaeBase (16 décembre 2024), c'est l'unique représentant de la famille des Pseudobodonaceae (syn. Pseudobodonidae), dans l’ordre des Bicosoecales et la classe des Bicoecidea.
Selon le World Register of Marine Species (16 décembre 2024), il fait partie de la famille des Cafeteriaceae (syn. Cafeteriidae).

## Étymologie
Le nom de genre Pseudobodo est composé du préfixe pseudo‑, faux, et ‑bodo, par allusion au genre Bodo, du fait à la fois de sa ressemblance avec ce genre, mais aussi des différences au niveau de son appareil flagellé.
L'épithète spécifique  de l'espèce type, tremulans, dérive du latin tremulus, « tremblant, agité ».

## Description
Pseudobodo tremulans est un petit flagellé dont le corps est aplati. Sa longueur est de 4‑5 µm, sa largeur de 5‑7 µm. Il est donc généralement un peu plus étiré en largeur et est souvent plus ou moins déformé par les boules de nourriture ingérées. Les deux flagelles inégaux sont légèrement insérés sur le côté, le plus grand mesurant environ quatre fois la longueur du corps et étant toujours fortement plié à l'extrémité avant et maintenu vers l'avant. Le deuxième flagelle arrière, qui est environ deux fois moins long, est entraîné passivement ; parfois l'animal l'utilise ce flagelle arrière pour s'ancrer temporairement, ce qui entraîne des mouvements extrêmement caractéristiques.
Tandis que le plus grand flagelle oscille dans sa position de repos, le plus court recule de temps en temps et, d'une manière étrange, fait reculer à plusieurs reprises tout le corps. Comme pour l’espèce Monas guttula, le mouvement de nage libre, assez rapide, ne fait que simuler la position rigide du flagelle antérieur (Fig. 8, III). Le noyau vésiculaire se situe au milieu du corps. Il n'y a pas de vacuole contractile. La nourriture est absorbée par une vacuole située dans n'importe quelle partie du corps, mais on en voit souvent une à l'avant. Aucune formation de pseudopodes n’a été observée.
La division est tout à fait normale et a lieu au repos, le plus petit flagelle est d'abord absorbé dans le corps. Alors que deux petits flagelles se forment de chaque côté du grand flagelle, lequel reste d'abord entre eux jusqu'à ce que ces derniers aient presque atteint leur taille normale. L'ancien disparaît alors rapidement et bientôt les deux petits flagelles associés en développent de nouveaux à côté des grands. Ensuite, le corps commence à s'étirer rapidement et après quelques minutes, l'acte de division est terminé.
Ce type intéressant de flagellé a des relations plus étroites avec les genres Monas et Bodo, bien qu'il ne puisse être placé dans l'un de ces genres. Pseudobodo a en commun avec Monas la position caractéristique du flagelle antérieur à la fois en nage libre et au repos, le rapport entre la taille du flagelle et également le type de division, mais en diffère significativement par l'insertion latérale des deux flagelles, et surtout, dans la posture particulière, le deuxième fléau, qui, dans toutes les Monas connus, se trouve toujours à côté du fléau principal. L'attache latérale des flagelles est à nouveau liée aux bodonines, pour lesquelles l'apparition d'un flagelle traînant est également caractéristique. Comme une classification dans l'un des deux genres semblait impossible, le genre Pseudobodo a été rétabli, ce qui visait en même temps à exprimer sa plus grande proximité avec Bodo, car l'accent principal devait être mis sur le type de flagellation.
Contrairement aux espèces apparentées, P. tremulans ne possède ni poche d'alimentation latérale ni collier autour de ses cils.

## Habitat
Pseudobodo tremulans a été trouvé en nombre modéré dans une culture d’Ulves bien conservée de Villefranche-sur-mer (France).
Selon le World Register of Marine Species (16 décembre 2024), il s'agit d'un genre dont les espèces sont marines et d'après le GBIF (16 décembre 2024), elles sont présentes dans presque toutes les mers du globe, du pôle nord au pôle sud.

## Systématique
Le nom correct complet (avec auteur) de ce taxon est Pseudobodo Griessmann (d), 1913.

### Liste des espèces
Selon l'AlgaeBase (16 décembre 2024), le World Register of Marine Species (16 décembre 2024) et l'IRMNG (16 décembre 2024) :
- Pseudobodo minimus Ruinen, 1938
- Pseudobodo tremulans Griessmann, 1913 - espèce type (holotype)

### Classifications comparées
La classification de Pseudobodo est très controversée tant en ce qui concerne les divers niveaux de classification, que pour le nom des taxons. Il a été avancé que cette complexité provient du fait que l'organisme original décrit par Griessmann n’a pas encore été séquencé, et que de nombreux hétérokontes ont été identifiés à tort comme Pseudobodo tremulans. Cela inclut des genres tels que Boroka, Caecitellus, Cafeteria et Labromonas. Les descriptions récentes attribuées à Pseudobodo tremulans semblent en fait décrire Labromonas.
Ci-dessous, quatre classifications comparatives : 
| Source              | Classification Worms | Classification IRMNG | Classification AlgaeBase | Classification Taxonomicon |
| ------------------- | -------------------- | -------------------- | ------------------------ | -------------------------- |
| Règne               | Chromista            | Chromista            | Chromista                | Chromista                  |
| Sous-règne          | Harosa               | Harosa               |                          | Harosa                     |
| Infra-règne         | Heterokonta          | Halvaria             |                          | Halvaria                   |
| Super-embranchement |                      | Heterokonta          |                          | Heterokonta                |
| Embranchement       | Bigyra               | Bigyra               | Bigyra                   | Bigyra                     |
| Sous-embranchement  | Bicosoecophytina     |                      | Bicosoecophytina         |                            |
| Classe              | Bicosoecophyceae     | Bikosea              | Bicoecidea               |                            |
| Sous-classe         | Bicosoecophycidae    |                      | Bicosoecophycidae        |                            |
| Super-ordre         |                      |                      | Cyathobodoniae           |                            |
| Ordre               | Caecitellales        | Anoecida             | Bicosoecales             |                            |
| Famille             | Cafeteriaceae        | Cafeteriidae         | Pseudobodonaceae         | Pseudobodonidae            |

### Publications originales
- (en) A.Engesmo, W. Eikrem, S. Seoane, K. Smith, B. Edvardsen, A. Hofgaard et C.R. Tomas, « New insights into the morphology and phylogeny of Heterosigma akashiwo (Raphidophyceae), with the description of Heterosigma minor sp. nov. », Phycologia, 2016, vol. 55, n. 3, p. 279-294 (lire en ligne).
- (de) Karl Griessmann, « Über marine Flagellaten », Archiv für Protistenkunde, vol. 32, no 1,‎ 1913, p. 1-78 (ISSN 0003-9365, e-ISSN 2213-5553, lire en ligne [PDF], consulté le 16 décembre 2024).